# Kishódos
Kishódos ist eine ungarische Gemeinde im Kreis Fehérgyarmat im Komitat Szabolcs-Szatmár-Bereg.

## Geografische Lage
Kishódos liegt im Osten Ungarns, ein Kilometer von der Grenze zur Ukraine entfernt, am linken Ufer des Flusses Túr. Ungarische Nachbargemeinden sind Nagyhódos und Kispalád. Jenseits der ukrainischen Grenze liegt vier Kilometer nordöstlich der Ort Welyka Palad.

## Sehenswürdigkeiten
- Naturlehrpfad (Keleti tanösvény)
- Reformierte Kirche, erbaut in der ersten Hälfte des 19. Jahrhunderts
- Traditionelles Wohnhaus (Népi lakóház)

## Verkehr
Durch Kishódos verläuft die Landstraße Nr. 4143. Die nächstgelegene  Haltestelle der Eisenbahn befindet sich 11 Kilometer südwestlich in Rozsály.